# Caserma

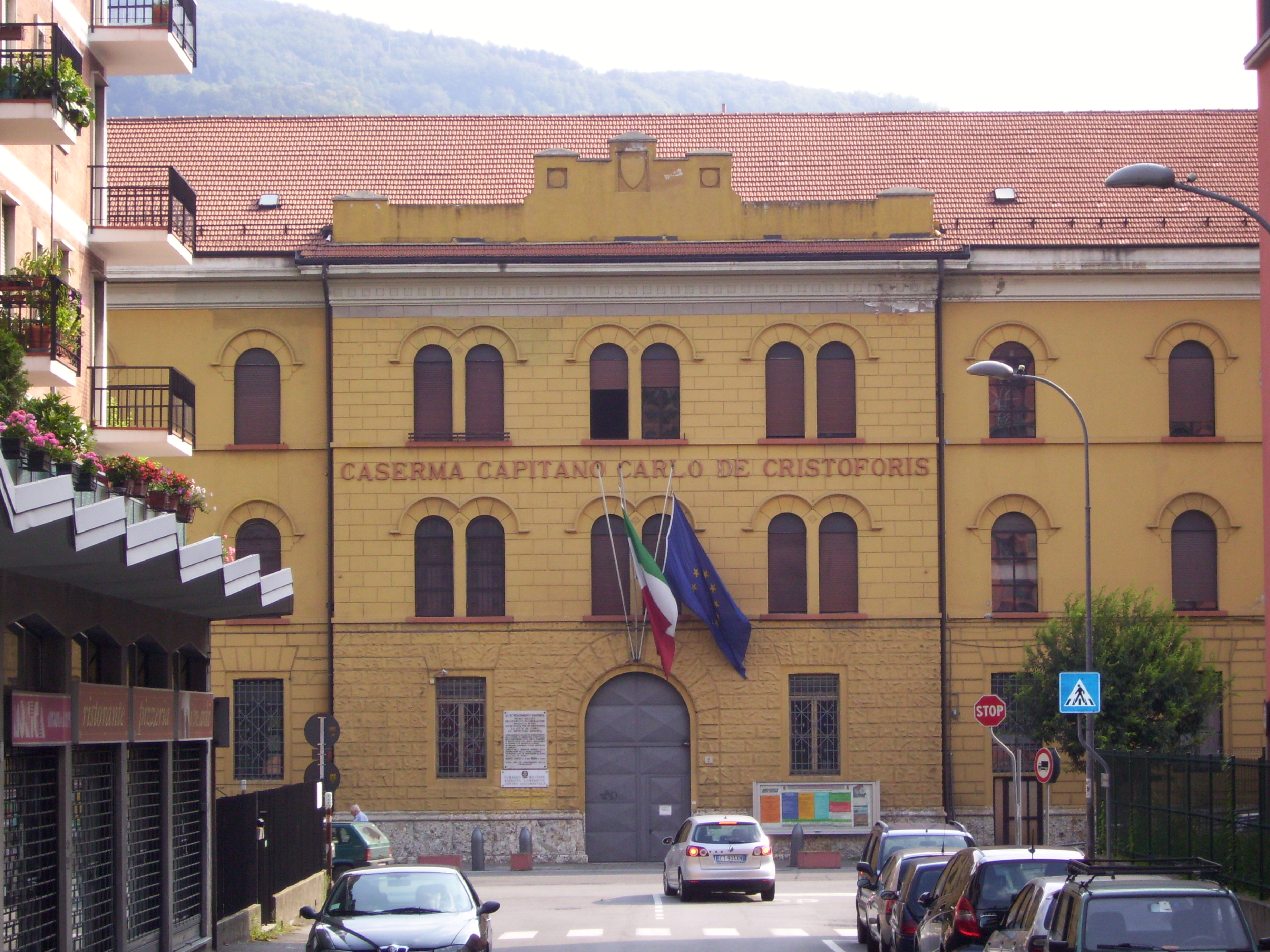
La caserma intitolata al capitano Carlo De Cristoforis a Como.

La caserma (o quartiere), in ambito militare, indica un edificio o un insieme organico di edifici e infrastrutture, destinati all'alloggio, all'attività e/o all'istruzione delle forze armate e dei corpi di polizia, anche nei periodi in cui non sono direttamente impegnati in attività operative, ma in compiti di addestramento, ed altre mansioni genericamente riconducibili alle finalità istituzionali loro assegnate.

## Etimologia
Le ipotesi sull'origine del termine caserma sono svariate. La più accreditata afferma che il termine deriva dal latino quaterna – attraverso il francese caserne – con il significato di "camera destinata a quattro soldati".
In realtà, la derivazione più logica è quella da "casa erma", cioè casa "vuota", "disabitata", che compare già nei documenti del XVI secolo. Allora, infatti, i soldati di guarnigione nelle città venivano alloggiati nelle numerose "case erme", vuote perché abbandonate dai loro abitanti, fuggiti o morti in quel periodo di guerre frequenti. Da qui, il termine "caserma".
Altre ipotesi fanno derivare il termine dalla fusione tra "casa" ed arma o dall'arabo al-Qasr, che significa "il castello".
Il termine quartiere, nel gergo militare è ormai desueto, ma sopravvive in definizioni come quartier generale e in espressioni figurate come "lotta senza quartiere" o "concedere quartiere", nelle quali il lemma assume il significato di tregua o rifugio.

## Storia
Fin dal tempo dell'Impero Romano i soldati erano alloggiati in edifici appositamente costruiti detti castrum, i cui resti permangono in Roma e nei territori della penisola italica, ma anche in luoghi scarsamente "romanizzati" come l'attuale Regno Unito, (come Housesteads e Vindolanda l'attuale Chesterholm).
Dopo la caduta dell'impero romano, l'edificazione militare riprese nel X secolo con la realizzazione di molti piccoli castelli destinati a contrastare le incursioni degli Ungari e, contemporaneamente, ad offrire rifugio alla popolazione delle campagne. 

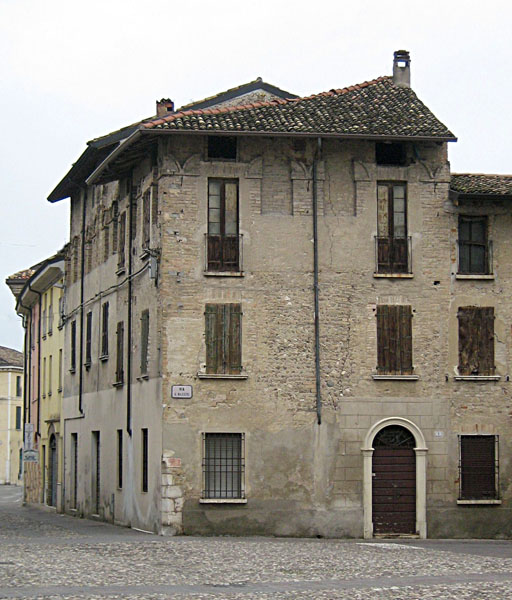
Quartiere militare esterno al Castello di Medole, con merlature ghibelline, di epoca federiciana

Nelle vicinanze di tali castelli, durante le continue fasi guerresche del medioevo, furono costruiti i quartieri, ovvero ampi complessi edilizi realizzati sulla tipologia conventuale a "corte chiusa", generalmente in zone caratterizzate da una produzione agricola sufficiente soddisfare i bisogni della truppa nei periodi di acquartieramento (quartiere d'inverno) o durante le fasi di arruolamento e concentramento. Le truppe, di volta in volta radunate per le guerre, venivano alloggiate presso i quartieri, mentre le guarnigioni dei castelli erano stabilmente alloggiate nei corpi di guardia interni alle fortificazioni. 
Dei quartieri medievali restano in Italia poche testimonianze, in quanto la relativa stabilizzazione politica avvenuta in seguito alla Guerra di successione spagnola li rese in gran parte superflui e furono convertiti all'uso civile. Frazionati in varie unità abitative o produttive, costituirono il nucleo originario degli attuali centri storici nelle molte cittadine sviluppatesi dopo il medioevo. 
Con la rinascita degli eserciti permanenti si hanno i primi esempi di caserme modernamente intesi, che riprendono i tipi costruttivi a corte, caratteristici dell'edilizia destinata all'alloggio di un grande numero di persone come ad esempio i conventi. 
Esigenze di tipo igienico spinsero nel corso del XIX secolo ad abbandonare definitivamente il tipo a corte in favore dei tipi a padiglioni. Queste caserme erano costituite da una serie fabbricati isolati (mono o plurifunzionali), che potevano essere orientati più liberamente consentendo un migliore irraggiamento solare, e meglio ventilati grazie all'assenza di corti chiuse.
Peraltro, nel tempo, le funzioni tipicamente militari hanno ceduto il posto anche ad altre funzioni di carattere para-militare e non. Ad esempio in Italia tipiche sono, da questo punto di vista, le caserme dei carabinieri o della guardia di finanza le quali, pur appartenendo a forze di carattere militare, tuttavia adempiono a funzioni che non sono di difesa militare in senso tradizionale, ma di tutela e prevenzione nel campo dell'ordine pubblico e nell'attività di repressione dei reati tributari.
Sfuggono totalmente alla logica di carattere militare le caserme dei vigili del Fuoco e le strutture residenziali o semi-residenziali facenti capo alla protezione civile. Anche in questi casi si utilizza la terminologia "caserma" perché, dal punto di vista strutturale, non ci sono moltissime differenze rispetto a quelle di tipo militare.

## Caratteristiche
Nel linguaggio militare è definita una mera "facilitazione logistica": in sostanza, un luogo in cui i militari vengono acquartierati, al riparo dalle intemperie, in attesa di un eventuale impiego specifico.
La caserma appartiene alla categoria delle costruzioni militari, ovvero dei fabbricati che occorrono ai bisogni dell'esercito tanto in pace quanto in guerra, alla quale appartengono anche:
- Le opere difensive (fortezze e fortificazioni campali).
- I campi ed i poligoni di tiro.
- Gli ospedali militari.
- Le costruzioni per il disimpegno delle attività amministrative militari (comandi e distretti militari).
- Le costruzioni destinate alla giustizia militare (tribunali, carceri, ecc.).
- Le costruzioni per la formazione ed il perfezionamento degli ufficiali (scuole ed accademie militari).
- Le costruzioni per la sperimentazione, la costruzione e la conservazione delle attrezzature e degli armamenti (arsenali, laboratori e magazzini).

Si tratta spesso di costruzioni semplici ed austere, in cui l'aspetto funzionale prevale per motivi di economia sulle esigenze estetiche.
Si noti che (probabilmente per l'organizzazione para-militare del Corpo) anche per le strutture logistico-operative dei Vigili del Fuoco è invalsa la denominazione di "caserma".
La caserma inoltre non è solo una struttura adibita a scopo residenziale e, viste le sue caratteristiche funzionali, tuttavia spesso non è possibile distinguere nettamente la finalità residenziale con altre finalità (uffici, mense, luoghi per attività di addestramento o anche soltanto di tipo ludico, depositi, ecc.)

## Struttura
La caserma presenta di solito i seguenti elementi materiali:
- uno o più corpi di fabbrica adibiti ad alloggio/dormitorio
- mensa con eventuali cucine e zone cottura per pasti preconfezionati
- spaccio (una sorta di bar/emporio per la truppa)
- circolo ufficiali e/o sottufficiali
- locali per attività ricreative
- locali per addestramenti
- palazzina comando con relativi uffici
- cinta muraria
- altane/garitte
- corpo di guardia
- locale per ricezione radio/telefono ecc. (segnalazioni ecc.)
- piazza d'armi
- rimessa per gli automezzi ed altra attrezzatura adibiti ai fini istituzionali
- deposito e simili
- infermeria con locali adibiti a visita medica e stanze di degenza

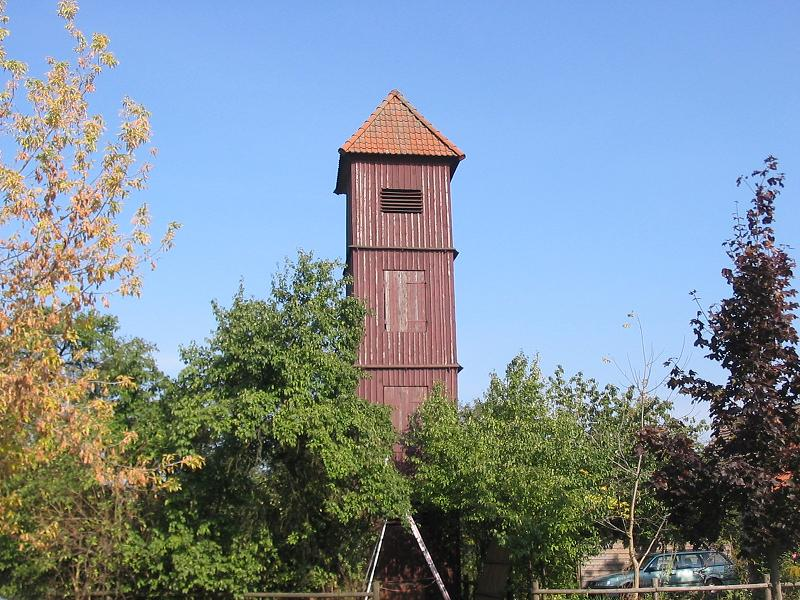
Torre di ardimento a Lübnitz (Germania)

Generalmente per alcune unità militari speciali, come ad esempio per i paracadutisti, è assolutamente consueta la presenza in caserma di almeno una torre di ardimento, su cui si simulano lanci, arrampicate ed altre manovre "tipiche" dell'impiego.